# Precious Time (álbum)
Precious Time es el tercer álbum de Pat Benatar, lanzado en 1981. Alcanzó el #1 en las listas del Billboard 200 y produjo éxitos como Fire and Ice y Promises in the Dark.

## Lista de canciones
1. "Promises in the Dark" (Benatar, Geraldo) – 4:48
2. "Fire and Ice" (Benatar, Kelly, Sheets) – 3:20
3. "Just Like Me" (Dey, Hart, Melcher) – 3:28
4. "Precious Time" (Steinberg) – 6:02
5. "It's a Tuff Life" (Geraldo) – 3:16
6. "Take It Anyway You Want It" (Briley, Geraldo) – 2:48
7. "Evil Genius" (Benatar, Geraldo) – 4:34
8. "Hard to Believe" (Geraldo, Grombacher) – 3:26
9. "Helter Skelter" (Lennon, McCartney) – 3:48

- Datos: Q1612477